# Zweedse Burgeroorlog (1598-1599)
De Zweedse Burgeroorlog van 1598 tot 1599, ook Oorlog tegen Sigismund (Zweeds: Kriget mot Sigismund) of Afzettingsoorlog tegen Sigismund (Avsättningskriget mot Sigismund) genoemd, was een militair conflict tussen hertog Karel van Södermanland en koning Sigismund van Zweden en Polen over de heerschappij van Zweden.

## Achtergrond
In 1592 was Sigismund zijn vader Johan III opgevolgd als koning van Zweden. De streng rooms-katholieke Sigismund was sinds 1586 koning van Polen. Na zijn kroning verbleef hij in Zweden, maar in 1594 vertrok hij opnieuw naar Polen. Het bestuur in Zweden gaf hij over aan een regentschapsraad die bestond uit zijn oom, hertog Karel van Södermanland, en een aantal hoge edelen. De lutherse hertog Karel wist zijn machtspositie in Zweden steeds verder uit te bouwen.

## Verloop
In 1598 keerde Sigismund aan het hoofd van een Pools leger terug naar Zweden om zijn macht als koning te herstellen. Sigismunds troepen werden echter door hertog Karel verslagen in de Slag bij Stångebro en de koning werd gevangengenomen. Karel dwong Sigismund om een aantal edelen die de koning hadden gesteund aan hem uit te leveren in ruil voor zijn vrijlating. Sigismund vertrok vervolgens opnieuw naar Polen.
In 1599 werd Sigismund door de Zweedse Rijksdag afgezet. Hij en zijn opvolgers zouden hun aanspraken op de Zweedse troon echter nooit opgeven. Hertog Karel nam als regent het bestuur van Zweden over totdat hij in 1604 als Karel IX tot koning gekroond werd.